# Chahan (mâncare)

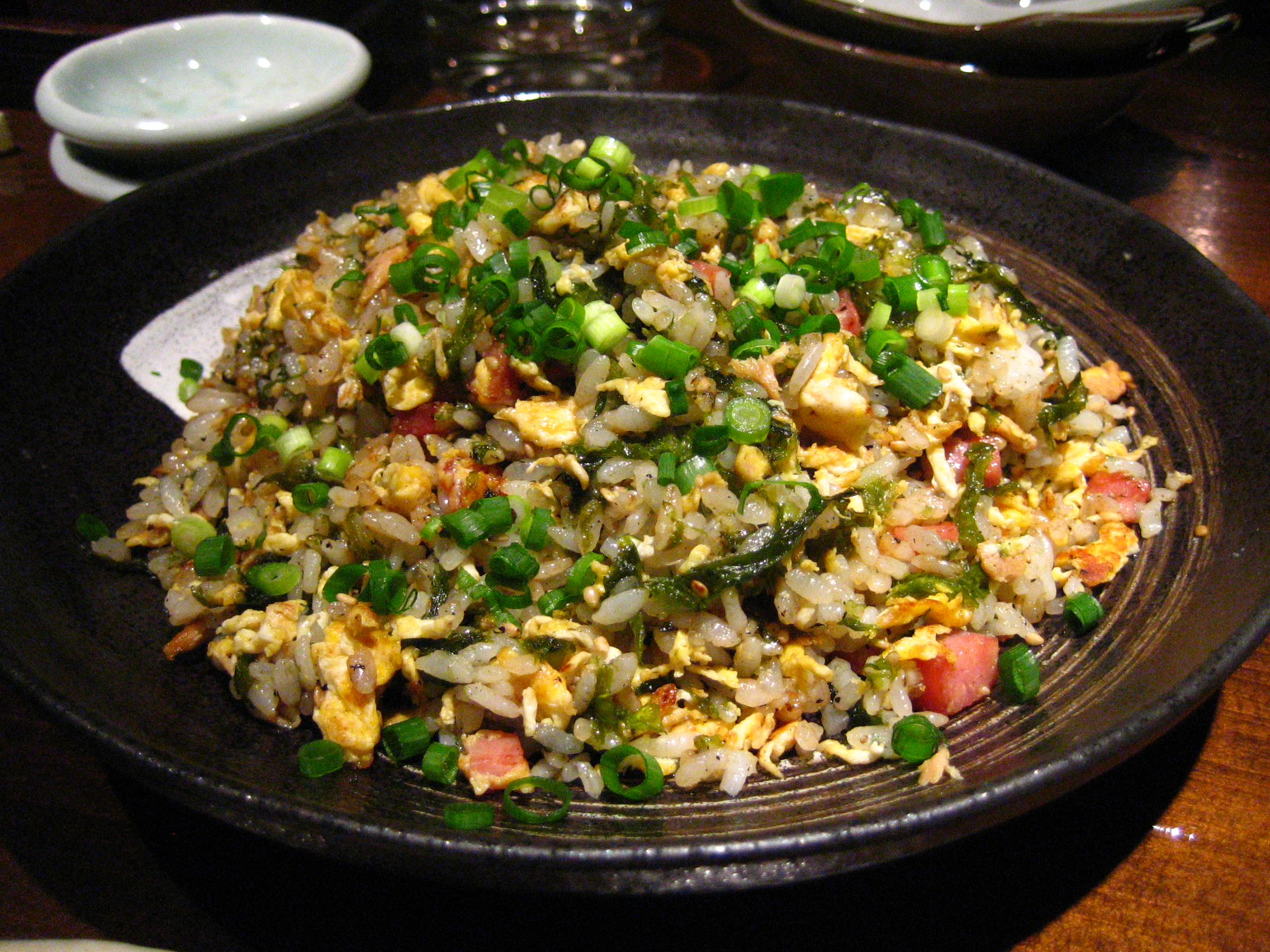
Orez prăjit chahan, fel de mâncare pregătit cu multe ingrediente, într-un restaurant din Naha, Okinawa, Japonia

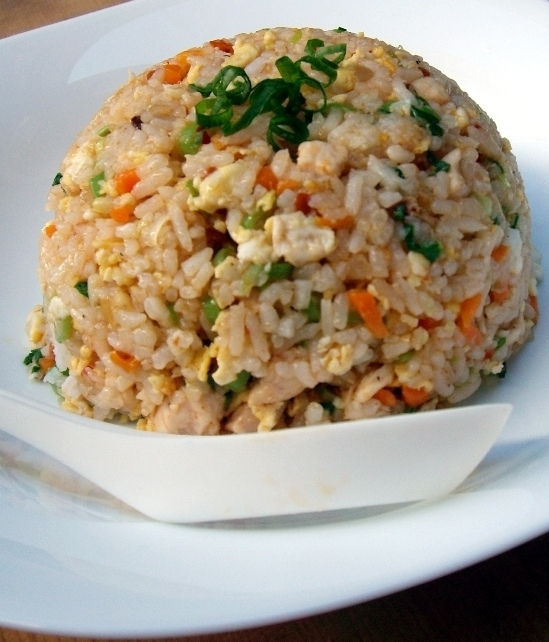
Chahan japonez

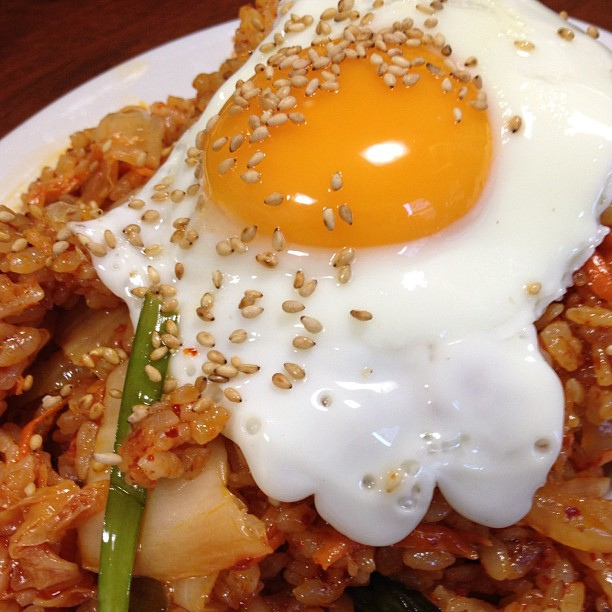
Chahan cu kimchi, acoperit cu un ou prăjit

Chahan (チャーハン/炒飯 chāhan?) este un fel de mâncare japonez cu orez prăjit preparat cu orez ca ingredient principal și conținând un număr mare de ingrediente și condimente adiționale. Felul este de obicei prăjit, putând fi preparat într-un wok. Este posibil ca chahan să aibă originea în anii 1860, când a fost adus de imigranți chinezi sosiți în portul Kobe. Chahan este un aliment de bază în Japonia. O variație a acestui fel de mâncare este kimchi chahan.

## Istoric
Chahan ar putea proveni de la imigranții chinezi care au sosit în portul Kobe, Japonia, în anii 1860. În limba chineză, orezul prăjit este numit chǎofàn (炒飯), iar aceleași caractere chinezești sunt citite în japoneză drept chāhan.

## Mod de preparare
Chahan este un fel de mâncare japonez de orez prăjit care este de obicei prăjit într-un wok. Orezul este folosit ca ingredient principal, la care sunt adăugate multe alte ingrediente, precum legume, ceapă, usturoi, ciuperci comestibile (shiitake), tofu, carne de porc, burtă de porc, fructe de mare (carne de crab, icre, somon, creveți și caracatiță), ouă, carne tocată de vită și bulion de pui. Se folosește de obicei orez care a fost fiert în prealabi, deși orezul rămas de la alte mese este folosit uneori. Uleiuri precum cel de canola, de susan și de floarea-soarelui sunt folosite pentru a prăji acest fel de mâncare. Mâncarea poate fi condimentată cu sos de soia, sos de stridii, ulei de susan, sare, piper și katsuobushi (fulgi de pălămidă uscată). Shiso, o plantă comestibilă asiatică, poate fi, de asemenea, folosită pentru a da aromă acestui fel de mâncare. Nori, alge marine comestibile uscate, poate fi folosit drept garnitură.
Utilizarea unui wok fierbinte pentru a gătit rapid chahan poate preveni lipirea orezului de tigaie, precum și folosirea de orez cald. De asemenea, pentru a îmbunătăți procesul de preparare, se poate folosi orez care a fost fiert și răcit în frigider.

## Variante
Kimchi chahan este pregătit cu kimchi ca ingredient principal și poate fi preparat cu un nivel variabil de iuțeală, în funcție de preferințe.

## În străinătate
Unele restaurante din alte țări pregătesc chahan ca parte din meniu, precum în Filipine și Statele Unite ale Americii.